# Mezinárodní kartografická asociace
Mezinárodní kartografická asociace, anglicky International Cartographic Association (ICA), francouzsky Association Cartographique Internationale (ACI), je celosvětová, mezinárodní, nevládní organizace kartografů a geoinformatiků, která vznikla v roce 1959 ve švýcarském Bernu. Hlavním posláním ICA je propagovat obor kartografie a geoinformatiky v mezinárodním kontextu. K dosažení těchto cílů ICA spolupracuje s různými národními, mezinárodními, vládními i komerčními subjekty i s dalšími mezinárodními vědeckými společnostmi. Česká republika (Československo) je členem ICA od roku 1968. Nejprve byla zastoupena Národním kartografickým komitétem, později (od roku 1995) je zastoupena Kartografickou společností ČR.

## Historie
Mezinárodní kartografická organizace se začala formovat již v roce 1956. První impuls k tomu dal Dr. Carl Mannerfelt, který pozval na Esseltskou konferenci (Esselte Map Service) konající se ve Švédsku, řadu zahraničních odborníků zabývajících se tvorbou map. Účelem byla výměna informací o technologických inovacích používaných při tvorbě map. Konference byla úspěšná a zformovala se zde skupina odborníků, která v následujících letech uspořádala další podobné konference v Chicagu a Mainzu (Německo), na kterých se již začalo diskutovat o založení Mezinárodní kartografické asociaci.
K oficiálnímu založení ICA došlo 9. června roku 1959 ve Švýcarském Bernu na tzv. Zakládající schůzi, které se zúčastnili přední odborníci ze třinácti zemí světa. Na této schůzi byl zvolen první prozatímní výkonný výbor a také prozatímní prezident, kterým se stal profesor Eduard Imhof.
První valná hromada se konala v Paříži roku 1961, při které byly přijaty stanovy organizace a byl zvolen nový výkonný výbor v čele se stávajícím prezidentem Eduardem Imhofem.

### Prezidenti
| Doba      | Jméno               | Země               |
| --------- | ------------------- | ------------------ |
| 2023-2027 | Georg Gartner       | Rakousko           |
| 2019-2023 | Tim Trainor         | USA                |
| 2015-2019 | Menno-Jan Kraak     | Nizozemsko         |
| 2011-2015 | Georg Gartner       | Rakousko           |
| 2007-2011 | William Cartwright  | Austrálie          |
| 2003-2007 | Milan Konečný       | Česko              |
| 1999-2003 | Bengt Rystedt       | Švédsko            |
| 1995-1999 | Michael Wood        | Spojené království |
| 1987-1995 | Fraser Taylor       | Kanada             |
| 1984-1987 | Joel Morrison       | USA                |
| 1976-1984 | Ferdinand Ormeling  | Nizozemsko         |
| 1972-1976 | Arthur H. Robinson  | USA                |
| 1968-1972 | Konstantin Sališčev | Sovětský svaz      |
| 1964-1968 | Dennis Thackwell    | Spojené království |
| 1959-1964 | Eduard Imhof        | Švýcarsko          |

## Správní orgány

### Výkonný výbor
Výkonný výbor se skládá z prezidenta, pěti až sedmi viceprezidentů, generálního tajemníka a pokladníka. Prezident předsedá všem řádným a mimořádným valným shromážděním, zasedáním výkonného výboru, mezinárodním kartografickým konferencím a působí jako hlavní představitel asociace. Viceprezidenti asistují a zastupují prezidenta při plnění jeho povinností. Generální tajemník je zodpovědný za správu a obecné fungování asociace.

### Generální shromáždění delegátů
Generální shromáždění delegátů je tvořeno hlavními delegáty jednotlivých národních členských organizací a jejich zástupců. Jejich hlavním úkolem je rozhodovat o politice a stanovách společnosti, volba prezidenta, viceprezidentů, generálního tajemníka a pokladníka, dále rozhodují o rozpočtu a příjmech asociace.

### Komise a pracovní skupiny
Jejich hlavním účelem je zpracovávání významných kartografických a geoinformatických vědeckých úkolů a následná tvorba a prezentace zpráv na valných hromadách. Komise jsou zřizovány generálním shromážděním delegátů a pracovní skupiny jsou zřizovány výkonným výborem
| Komise a pracovní skupina                                              | předseda                                |
| ---------------------------------------------------------------------- | --------------------------------------- |
| Commission on Art and Cartography                                      | Sébastien Caquard                       |
| Commission on Atlases                                                  | René Sieber                             |
| Commission on Cartographic Heritage into the Digital                   | Evangelos Livieratos                    |
| Commission on Cartography and Children                                 | Carla Cristina Reinaldo Gimenes de Sena |
| Commission on Cartography in Early Warning and Crisis Management       | Milan Konečný                           |
| Commission on Cognitive Issues in Geographic Information Visualization | Amy Griffin                             |
| Commission on Education and Training                                   | David Fairbairn                         |
| Commission on Generalisation and Multiple Representation               | Dirk Burghardt                          |
| Commission on Geospatial Analysis and Modeling                         | Xiaobai Angela Yao                      |
| Commission on GI for Sustainability                                    | Vladimir Tikunov                        |
| Commission on the History of Cartography                               | Imre Josef Demhardt                     |
| Commission on Location Based Services                                  | Haosheng Huang                          |
| Commission on Map Design                                               | Kenneth Field                           |
| Commission on Map Production and Geoinformation Management             | Peter Schmitz                           |
| Commission on Map Projections                                          | Miljenko Lapaine                        |
| Commission on Maps and Graphics for Blind and Partially Sighted People | Alejandra Coll Escanilla                |
| Commission on Maps and the Internet                                    | Rex G. Cammack                          |
| Commission on Mountain Cartography                                     | Dušan Petrovič                          |
| Commission on Open Source Geospatial Technologies                      | Silvana Philippi Camboim                |
| Commission on Planetary Cartography                                    | Henrik Hargitai                         |
| Commission on SDI and Standards                                        | Serena Coetzee                          |
| Commission on Sensor-driven Mapping                                    | Jonathan Li                             |
| Commission on Topographic Mapping                                      | Alexander Kent                          |
| Commission on Toponymy                                                 | Paulo Menezes                           |
| Commission on Ubiquitous Mapping                                       | Masatoshi Arikawa                       |
| Commission on Use, User and Usability Issues                           | Kristien Ooms                           |
| Commission on Visual Analytics                                         | Anthony C. Robinson                     |

## Členství
Mezinárodní kartografická asociace umožňuje dva typy členství a to: členství národních organizací a přidružená členství.
Členství národních organizací: Každý národ, který se zabývá kartografickou nebo geoinformatickou činností může být přijat jako člen ICA za předpokladu, že se bude aktivně podílet na vědeckých a technických činnostech asociace a bude také vypomáhat s financováním asociace. Každý národ může být reprezentován pouze jednou organizací (pro ČR je to Kartografická společnost České republiky).
Přidružená členství jsou členství jiných národních a mezinárodních vědeckých nebo technických organizací, které jsou ochotny spolupracovat s ICA.

## Mezinárodní kartografická konference (ICC)
Každé dva roky se v jedné z členských zemí koná mezinárodní kartografická konference (ICC). Každá druhá konference pak hostí valnou hromadu ICA. 
| Rok   | Místo konání                           |
| 2027  | Tel Aviv, Izrael                       |
| 2025* | Vancouver, Kanada                      |
| 2023* | Kapské Město, Jižní Afrika             |
| 2021  | Florence, Itálie                       |
| 2019* | Tokio, Japonsko                        |
| 2017  | Washington D.C., USA                   |
| 2015* | Rio de Janeiro, Brazílie               |
| 2013  | Drážďany, Německo                      |
| 2011* | Paříž, Francie                         |
| 2009  | Santiago de Chile, Chile               |
| 2007* | Moskva, Rusko                          |
| 2005  | A Coruña, Španělsko                    |
| 2003* | Durban, Jižní Afrika                   |
| 2001  | Peking, Čína                           |
| 1999* | Ottawa, Kanada                         |
| 1997  | Stockholm, Švédsko                     |
| 1995* | Barcelona, Španělsko                   |
| 1993  | Kolín nad Rýnem, Německo               |
| 1991* | Bournemouth, Spojené království        |
| 1989  | Budapešť, Maďarsko                     |
| 1987* | Morelia, Mexiko                        |
| 1984* | Perth, Austrálie                       |
| 1982  | Varšava, Polsko                        |
| 1980* | Tokio, Japonsko                        |
| 1978  | Collegne Park (Maryland), USA          |
| 1976* | Moskva, Sovětský svaz                  |
| 1974  | Madrid, Španělsko                      |
| 1972* | Ottawa, Kanada                         |
| 1970  | Stresa, Itálie                         |
| 1968* | Dillí, Indie                           |
| 1967  | Amsterodam, Nizozemsko                 |
| 1964* | Edinburgh, Spojené království          |
| 1962  | Frankfurt nad Mohanem, Západní Německo |
| 1961* | Paříž, Francie                         |
| 1959  | Bern, Švýcarsko                        |

*valná hromada

## ICA ocenění
Mezinárodní kartografická asociace uděluje také dva typy ocenění:
Zlatá medaile Carla Mannerfelta se uděluje kartografům, kteří významně přispěli svojí originální činností na poli kartografie. Uděluje se pouze při zvláštních příležitostech.
| Jméno                     | Národnost      | Rok       |
| Cynthia Brewerová         | USA            | 2023      |
| Fraser Taylor             | Kanada         | 2013      |
| Ferjan Ormeling           | Nizozemsko     | 2009      |
| Jack Dangermond           | USA            | 2007      |
| David Rhind               | Velká Británie | 2005      |
| Ernst Spiess              | Švýcarsko      | 2005      |
| Chen Shupeng              | Čína           | 2001      |
| Joel L. Morrison          | USA            | 2001      |
| Jacques Bertin            | Francie        | 1999      |
| Ferdinand J.Ormeling      | Nizozemsko     | 1987      |
| Carl Mannerfelt           | Švédsko        | 1981      |
| Arthur H. Robinson        | USA            | 1980      |
| Konstantin A. Salichtchev | Sovětský svaz  | 1980      |
| Eduard Imhof              | Švýcarsko      | 1979–1980 |

Čestné členství je udělováno mezinárodně uznávaným kartografům, kteří prokázali speciální služby Mezinárodní kartografické asociaci.

## Čeští zástupci, kteří působí (nebo působili) v ICA
Česká republika je od roku 1995 v ICA zastoupena Kartografickou společností ČR. Přímo v ICA se aktivně podílí také řada Čechů, nejvyšších pozic dosáhl Milan Konečný, který nejprve v letech 1995–2003 (dvě funkční období) působil jako viceprezident a následně v letech 2003–2007 jako prezident ICA. V roce 2015 se stal viceprezidentem další Čech a to Vít Voženílek.
| Komise a pracovní skupina                                        | Představitel                    |
| ---------------------------------------------------------------- | ------------------------------- |
| Commission on Education and Training                             | doc. Ing. Václav Talhofer, CSc. |
| Commission on the History of Cartography                         | Mgr. Zdeněk Stachoň, Ph.D.      |
| Commission on Geoinformation Infrastructures and Standards       | doc. Ing. Petr Rapant, CSc.     |
| Commission on Maps and the Internet                              | Mgr. Ing. Otakar Čerba, Ph.D.   |
| Commission on National and Regional Atlases                      | prof. RNDr. Vít Voženílek, CSc. |
| Commission on Digital Technologies in Cartographic Heritage      | doc. Ing. Jiří Cajthaml, Ph.D.  |
| Commission on Map Projections                                    | Ing. Tomáš Bayer, Ph.D.         |
| Commission on Mapping from Remote Sensor Imagery                 | prof. Dr. Ing. Karel Pavelka    |
| Commission on Art and Cartography                                | Ing. Irena Košková              |
| Commission on Cartography in Early Warning and Crisis Management | prof. RNDr. Milan Konečný, CSc. |
| Commission on Open Source Geospatial Technologies                | Ing. Jan Ježek, Ph.D.           |
| Commission on Cartography and Children                           | Mgr. Lucie Friedmannová, Ph.D.  |
| Commission on Cognitive Visualization                            | Mgr. Stanislav Popelka          |
| Commission on Use and User Issues                                | RNDr. Alena Vondráková, Ph.D.   |